# Wendlandia brachyantha
Wendlandia brachyantha är en måreväxtart som beskrevs av Elmer Drew Merrill. Wendlandia brachyantha ingår i släktet Wendlandia och familjen måreväxter. Inga underarter finns listade i Catalogue of Life.